# Praznik
Praznik, zastarelo tudi svetek, je spominski dan ali daljše časovno obdobje, na katerega se spominjamo pomembnih zgodovinskih oseb ali dogodkov. Večji prazniki so ponavadi dela prosti dnevi, manjši pa delovni dnevi. Za praznike so značilne slovesnosti in praznovanja, včasih tudi zabave in veselice. Za najbolj splošni praznik se šteje nedelja, ki v zahodni kulturi pomeni dela prost dan, ki je namenjen počitku. Posamezni narodi imajo različne praznične dneve. Država običajno nekatere izmed njih uzakoni. Praznik lahko praznujejo tudi manjše državno-upravne enote kot so dežele ali občine. Verske praznike določajo Cerkve oziroma verske skupnosti. V izjemnih primerih države za nekatere verske praznike uzakonijo dela prost dan (na primer Marijino vnebovzetje). Za neformalne praznike pa se štejejo na primer valentinovo, materinski dan in pust. Ti dnevi niso dela prosti. K osebnim praznikom se štejejo: rojstni dan, god, obletnica poroke, obletnica kakega dosežka in podobno. Zanje je pogosto značilno tudi obdarovanje.
Beseda praznik etimološko izhaja iz pomenskega razmerja prazen – dela prost. Prazniki se v slovenščini pišejo z malo začetnico, izjema so lastna imena, ki so sestavni del imena praznika. Ta se pišejo z veliko začetnico (kot v primeru Prešernov dan).

### Državni prazniki
- Državni prazniki v Sloveniji
- Seznam slovenskih občinskih praznikov
- Seznam državnih in javnih praznikov Indije

### Verski prazniki
- Staroslovenski prazniki
- Krščanski praznik
- Koledar svetnikov
- Judovski prazniki

### Družbeni prazniki
- Seznam praznikov z oznako Svetovni dan

### Drugo
- Počitnice
- Dopust